# Багрина
Багрина је сорта белог грожђа која води порекло из Неготинске Крајине у Србији. Аутохтона је сорта обих предела. Има бујан чокот и бобице средње величине. Слабо је приносна је сорта и богата шећером. Од багрине се добија вино изразито специфичног укуса.